# Polifonte (mitologia)
Polifonte (en grec antic Πολυφόντη), va ser, segons la mitologia grega, una filla d'Hipònou, un traci que s'havia casat amb Trassa, filla d'Ares i de Terenia, la filla del déu-riu Estrímon.
Polifonte es despreocupava dels regals d'Afrodita i es va convertir en companya d'Àrtemis. Afrodita es va irritar amb la jove i li va inspirar una passió insensata cap a un os. Va perdre la virginitat en aquells amors monstruosos, i Àrtemis, per castigar-la va desfermar contra ella totes les bèsties de la muntanya. Polifonte, espantada, es va refugiar a la casa del seu pare, on van néixer dos fills, Àgri i Òrios, és a dir, Salvatge i Muntanyenc. Quan els fills es van fer grans, tenien una força prodigiosa, que no els feia acovardir ni davant dels déus ni dels homes. Devoraven els estrangers que trobaven vora casa seva. Zeus va voler acabar amb aquella situació i va decidir castigar-los. Va enviar el seu missatger, Hermes, perquè complís els seus designis. De primer Hermes pensà a tallar-los-hi les mans i els peus, però Ares, que era l'avi dels nois, va voler que escapessin del càstig i els va transformar. Polifonte es va convertir en una au nocturna. Òrios en una rapinyaire, i Àgri en un voltor, tots ells ocells amb un presagi funest. La mainadera, que també va ser transformada tot i que era innocent, va demanar clemència als déus, i aquests la van transformar en un ocell favorable als homes, el pigot verd, que dona bons presagis.